# 枫丹拉索雷
方丹拉索雷（法語：Fontaine-la-Soret，法語發音：[fɔ̃tɛn la sɔʁɛ]）是法国厄尔省的一个旧市镇，位于该省西部，属于贝尔奈区。2017年1月1日，方丹拉索雷和相邻的另外3个市镇合并为新市镇里勒河畔纳桑德尔（Nassandres sur Risle）。

## 地理
方丹拉索雷（49°8'54"N, 0°42'55"E）面积9.62 平方千米，位于法国诺曼底大区厄尔省，该省份为法国北部内陆省份，北起滨海塞纳省，西接奧恩省和卡爾瓦多斯省，南至厄尔-卢瓦省，东临瓦兹省、瓦兹河谷省和伊夫林省。
与方丹拉索雷接壤的市镇（或旧市镇、城区）包括：阿克卢、布里奥讷、卡尔西、纳桑德尔。
方丹拉索雷的时区为UTC+01:00、UTC+02:00（夏令时）。

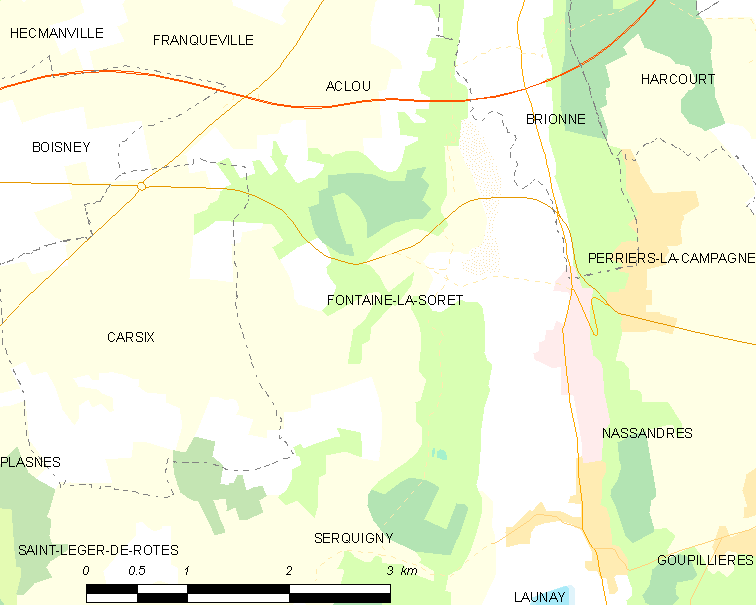
方丹拉索雷的OSM定位图

## 行政
方丹拉索雷的邮政编码为27550，INSEE市镇编码为27253。

## 政治
方丹拉索雷所属的省级选区为布里奥讷县。

## 人口

1962-2008年间方丹拉索雷人口变化图示

方丹拉索雷于2018年1月1日时的人口数量为388人。